# 청주시 (선거구)
청주시는 대한민국의 옛 국회의원 선거구이다. 당시 충청북도 청주시 지역을 관할했다.

## 역사
1949년 8월, 청주부가 청주시로 개칭되었다. 이에 제2대 국회의원 선거를 앞두고 청주부 선거구가 청주시 선거구로 개편되었다.
1963년 1월, 청원군 사주면이 청주시로 편입되었다. 이에 제6대 국회의원 선거를 앞두고 해당 지역이 청주시 선거구로 편입되었다.
제9대 국회의원 선거를 앞두고 청원군 선거구와 통합되면서 청주시·청원군 선거구를 이루게 됨에 따라 폐지되었다.

## 역대 국회의원
| 선거   | 정당 | 정당               | 의원   |
| ------ | ---- | ------------------ | ------ |
| 1950년 |      | 무소속             | 민영복 |
| 1954년 |      | 제헌국회의원동지회 | 박기운 |
| 1958년 |      | 민주당             | 이민우 |
| 1960년 |      | 민주당             | 이민우 |
| 1963년 |      | 민주공화당         | 정태성 |
| 1967년 |      | 민주공화당         | 정태성 |
| 1971년 |      | 신민당             | 최병길 |

## 역대 선거 결과

### 대한민국 제2대 국회의원 선거
|  | 17.83% |

|  | 14.26% |

|  | 13.67% |

|  | 9.62% |

|  | 8.31% |

|  | 6.74% |

|  | 6.74% |

|  | 3.87% |

|  | 3.66% |

|  | 3.29% |

|  | 3.16% |

|  | 3.08% |

|  | 3.05% |

|  | 1.94% |

|  | 0.69% |

### 대한민국 제3대 국회의원 선거
|  | 33.20% |

|  | 20.95% |

|  | 20.05% |

|  | 18.88% |

|  | 3.06% |

|  | 2.65% |

|  | 1.17% |

|  | 0% |

### 대한민국 제4대 국회의원 선거
|  | 34.98% |

|  | 28.69% |

|  | 15.47% |

|  | 9.76% |

|  | 5.10% |

|  | 3.73% |

|  | 2.22% |

### 대한민국 제5대 국회의원 선거
|  | 38.12% |

|  | 29.69% |

|  | 16.97% |

|  | 6.66% |

|  | 6.62% |

|  | 1.91% |

### 대한민국 제6대 국회의원 선거
|  | 36.79% |

|  | 23.16% |

|  | 21.54% |

|  | 6.02% |

|  | 5.65% |

|  | 5.46% |

|  | 1.35% |

### 대한민국 제7대 국회의원 선거
|  | 58.64% |

|  | 39.09% |

|  | 1.27% |

|  | 0.97% |

### 대한민국 제8대 국회의원 선거
|  | 49.81% |

|  | 47.24% |

|  | 1.82% |

|  | 0.58% |

|  | 0.52% |